# Giungi, Satu Mare
Giungi (în maghiară Gyöngy) este un sat în comuna Beltiug din județul Satu Mare, Transilvania, România. Se află la 40 km de Satu Mare.
Satul are o biserică romano-catolică și una ortodoxă.

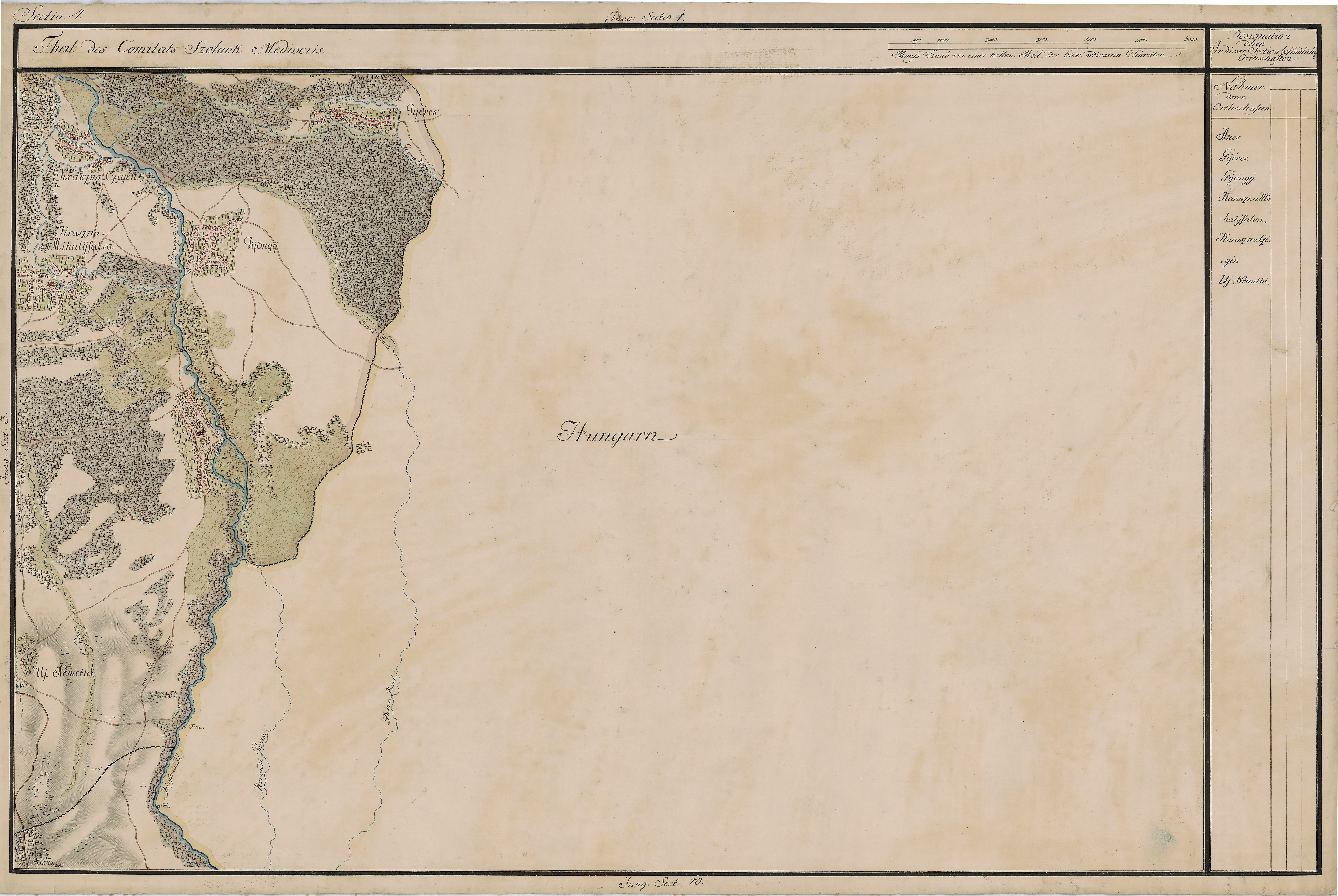
Giungi în Harta Iosefină a Transilvaniei

## Personalități
- Francisc Cociș (n. 1930), gimnast român
- Viorel Sălăgean (1942–2003), scriitor, jurnalist și senator român

 Acest articol despre o localitate din județul Satu Mare este deocamdată un ciot. Puteți ajuta Wikipedia prin completarea lui.